# Augustine (artist)
Augustine, egentligen Fredrik Gustafsson, född 16 augusti 1996 i Jörlanda i Stenungsunds kommun, är en svensk sångare och låtskrivare. I början av 2019 debuterade han med sin första singel, Luzon, och släppte i juni sin första EP, Wishful Thinking. Samma år blev han utsedd till Framtidens artist i P3. Hösten 2021 släppte han sitt första album, Weeks Above The Earth, som producerades av honom själv, Rassmus Björnson och Agrin Rahmani. Albumet bemöttes med positiva recensioner av kritiker, placerades på förstaplats i DN:s albumtopp under flera veckor, och Grammis-nominerades i kategorierna Årets Album och Årets Alternativa Pop.

## Diskografi
Album
- 2021: Weeks Above The Earth
- 2023: Youth And Why It Ends

EP
- 2019: Wishful Thinking

Singlar
- 2019: Luzon
- 2019: A Scent of Lily
- 2019: Guts
- 2020: Picking Up Speed
- 2020: Coast
- 2021: Prom
- 2021: Summer Wine
- 2021: Fragrance
- 2022: New World Coming
- 2023: Mary Cookins
- 2023: Sun In Her Eyes